# Masculinidad cristiana

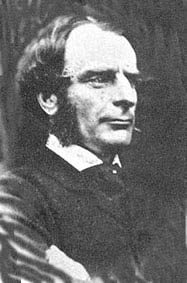
Charles Kingsley, clérigo y novelista inglés que introdujo el concepto de masculinidad cristiana.

La masculinidad cristiana es un concepto y movimiento que surgió en la Inglaterra victoriana, específicamente enraizado en el protestantismo y caracterizado por la importancia del cuerpo y la salud física del hombre, el amor familiar y romántico, las nociones de moralidad, teología y el amor por la naturaleza y, finalmente, la idea del patriotismo con Jesucristo como líder.
El concepto fue planteado por primera vez en las novelas de los escritores británicos victorianos Charles Kingsley y Thomas Hughes.
La masculinidad cristiana se confunde a menudo con el cristianismo musculoso, sin embargo el cristianismo muscular se centra principalmente en los aspectos físicos y atléticos de la masculinidad, mientras que la virilidad cristiana abarca tanto la moral como la física.

## Orígenes
El término masculinidad cristiana proviene de una obra religiosa popular escrita en 1867 por el reverendo SS Pugh y fue utilizado con frecuencia por los predicadores victorianos para vincular la virtud cristiana con otras nociones seculares de destreza moral y física.
Sin embargo, se introdujo sobre todo en las novelas de Charles Kingsley y Thomas Hughes, como Alton Locke (1850) y Tom Brown's School Days (1857). Kingsley era un sacerdote de la Iglesia amplia rama de la Iglesia de Inglaterra, un reformista social y novelista. Se asoció con el Socialismo cristiano y simpatizó con el concepto de evolución de Charles Darwin. Thomas Hughes fue un abogado, político y escritor, más conocido por su novela Tom Brown's School Days (1857). La novela se desarrolla en la Rugby School de Thomas Arnold que tenía como objetivo producir perfectos caballeros cristianos. Esta escuela se centraba en tres ideas, principios religiosos y morales, conducta caballeresca y capacidad intelectual. Estas ideas fueron populares durante la época victoriana, en la que hubo un fuerte impulso religioso para lograr estándares morales más altos y son la base del concepto de masculinidad cristiana.

## Características

### El cuerpo masculino y la salud física
La veneración del cuerpo masculino es un rasgo integral de la idea de la masculinidad cristiana, sobre todo por su paralelismo con el cuerpo de Cristo. Este aspecto es por lo que a menudo se confunde con el cristianismo musculoso que se centra en la fuerza física y el atletismo específicamente en los deportes. Esta idea también está muy a menudo vinculada a las necesidades físicas y a los impulsos físicos.
Esta noción del cuerpo masculino y el papel que juega en la idea de la hombría cristiana en la época victoriana lleva a la importancia de la salud física. Para Kingsley, la masculinidad física también mostraba «una condición de salud psicológica, moral y espiritual».
Sobre esto, Norman Vance escribe «la fuerza física, el coraje y la salud son atractivos, valiosos y útiles en sí mismos y a los ojos de Dios».

### El amor familiar y romántico
Charles Kingsley creía que el matrimonio y la familia son necesarios para la dignidad humana y masculina. En este aspecto de la noción de masculinidad cristiana, podemos ver sus raíces en el protestantismo en lugar del catolicismo. Esta defensa del matrimonio y la familia viene con el papel del patriarca, y un énfasis en «las relaciones familiares como el contexto apropiado del cristianismo masculino». Esta idea está muy ligada a la sexualidad y a los impulsos físicos que son fomentados en lugar de rechazados.  Kingsley valoró las relaciones físicas como una parte capital de la hombría.
Sobre esto Norman Vance escribe «los lazos emocionales de la familia y del amor romántico y conyugal son naturales y agradables a las responsabilidades». David Alderson también escribe que «el matrimonio es parte de esa verdadera relación con el mundo que es indicativa de la hombría».

### La moralidad, la teología y el amor por la naturaleza
«El mundo natural fue creado para que el hombre lo admitiera y lo entendiera y lo sometiera a través de una investigación intelectual y científica sostenida que también revelara el patrón del universo moral que subyace en el mundo natural». Con esto, Norman Vance quiere decir que los hombres deberían terminar con una comprensión moral y espiritual adecuada del mundo que Dios creó. Kingsley, habiendo vivido al mismo tiempo que Charles Darwin, estaba familiarizado con la teoría de la evolución e incluso simpatizaba con ella. El perfecto «Hombre Cristiano» debería admirar el mundo creado por Dios y estudiarlo intelectual y científicamente.

### Patriotismo y servicio a Cristo
«El hombre, dotado de fuerza y afectos naturales y de la capacidad de explorar y trabajar al servicio de su hermano hombre y de Dios, como patriota o reformador social o médico de cruzada».
En la década de 1890, la conversación en torno a la degeneración, alimentada por la nueva idea del darwinismo social, creó un temor para el Imperio Británico y el pueblo británico. Estos temores de que los británicos pudieran no estar ya en la cima de la jerarquía condujeron a una profunda vigilancia de la aptitud de la nación con matices imperiales. Este aspecto de la masculinidad cristiana agrupa a ambos tipos identificados por Vance, la hombría física y la moral. Esto también alentó una educación más dura, similar a la Rugby School, así como el programa de los Boy Scouts creado por Robert Baden-Powell.

## Vínculo con el Imperialismo británico
El concepto de masculinidad cristiana toma una virtud militar y patriótica profundamente influenciada por el Imperio británico. Como en la novela de Kingsley, Alton Locke (1850), el hombre «explora la naturaleza de la sociedad humana y las oportunidades para el trabajo cristiano masculino dentro y para ella». Kingsley avaló la «apertura aventurera» que combina «el coraje del peregrino o caballero buscador con la inteligencia y la vigilancia del científico baconiano». Además, la masculinidad y el imperialismo se unieron a menudo en historias para niños, historias de héroes que conquistaron lo desconocido. Estos héroes representan la masculinidad, el patriotismo, la aventura y el coraje. La idea de la virilidad cristiana también funcionó como una legitimación metafísica del estado imperialista. El imperio fue visto como una proyección de la masculinidad.

## Relevancia
El estudio del concepto de masculinidad cristiana es muy relevante en el campo emergente de los estudios de la Masculinidad que surgió como respuesta y crítica al Movimiento por los derechos de los hombres. La hombría cristiana es también relevante en la historia de la masculinidad y por supuesto jugó un gran papel en la época victoriana en Inglaterra y en el  Imperialismo británico.